# I solen finns ljus
I solen finns ljus är en psalm med text skriven 1968 av Ola Johansson och musik skriven 1968 av Steen Tofters.

## Publicerad i
- Herren Lever 1977 som nummer 920 under rubriken "Tillsammans i världen - Fred - frihet - rättvisa".[1]